# Markus Intlekofer
Markus Intlekofer (* 29. Januar 1956 in Hildesheim) ist ein ehemaliger deutscher Boxer. Er wurde 1977 Vize-Europameister der Amateure im Halbmittelgewicht.

## Werdegang
Markus Intlekofer wuchs in Hildesheim auf und spielte dort als Jugendlicher zunächst beim SC Concordia Hildesheim Fußball. Bald kam er jedoch mit dem Boxen in Berührung und wechselte zu dieser Sportart. Er wurde dazu Mitglied des Box- und Gymnastik-Klubs (BGK) Hildesheim. Als Jugendlicher und Junior wurde er mehrfacher norddeutscher Meister. Im Laufe der Zeit entwickelte sich der gut aussehende Blondschopf zu einem herausragenden Boxer, der vor allem durch seine technischen Fertigkeiten überzeugte.
Im Seniorenalter überraschte er die Fachwelt, als er 1976 als Neunzehnjähriger deutscher Meister im Halbmittelgewicht wurde. Markus Intlekofer arbeitete in jener Zeit als Postbeamter, verpflichtete sich aber nach diesem Titelgewinn der besseren Trainingsmöglichkeiten für vier Jahre bei der Bundeswehr. Er boxte dann auch für den BSV Hannover in der Bundesliga. 1977 wurde er erneut deutscher Meister im Halbmittelgewicht. Er wurde daraufhin bei der Europameisterschaft dieses Jahres in Halle (Saale) eingesetzt. Dort erzielte er Punktsiege über Robert Pfitscher, Österreich, Charles Malarkey, Schottland und Kalevi Marjamaa, Finnland und stand damit im Endkampf. Dort hatte er allerdings Pech, denn er wurde noch in der ersten Runde von seinem Gegner, dem hart schlagenden Wiktor Sawtschenko aus der Sowjetunion mit schweren Treffern erwischt und ging k. o. Der Vize-Europameistertitel war das Trostpflaster für diese Niederlage.
1978 startete er bei der Weltmeisterschaft in Belgrad. Er kam dort im Halbmittelgewicht zu einem Punktsieg über Ole Svendsen, Dänemark, musste aber im Viertelfinale im Kampf gegen Jerzy Rybicki aus Polen wegen einer Verletzung aus dem Ring genommen werden. Er belegte damit einen 5. Platz. Im gleichen Jahr stand Markus Intlekofer dann bei der CISM-Militär-Weltmeisterschaft in Lagos im Finale, in dem er gegen Ebrahimza Kafshduz aus dem Iran knapp nach Punkten verlor.
Bei der Europameisterschaft 1979 in Köln kam er im Halbmittelgewicht zu Punktsiegen über Heinrich Hug aus der Schweiz und Jerzy Rybicki. Zu seinem Halbfinalkampf gegen Wiktor Sawtschenko konnte er aber wegen einer Handverletzung nicht antreten. Er gewann damit eine EM-Bronzemedaille. 1980 gelang ihm im Finale des Intercups in Duisburg ein Punkterfolg über Detlef Kästner aus der DDR. Ein Start bei den Olympischen Spielen 1980 in Moskau war für Markus Intlekofer nicht möglich, das diese Spiele vom deutschen NOK boykottiert wurden.
Markus Intlekofer beendete daraufhin schon mit 24 Jahren seine sportliche Laufbahn und widmete sich, nach Ablauf seiner Verpflichtungszeit bei der Bundeswehr, einer Ausbildung zum Versicherungskaufmann. In einem späteren Interview sagte er, dass er das eigentlich bedauere, denn er hätte sicherlich noch einige sportliche Erfolge erzielen können, andererseits war auch das berufliche Weiterkommen für ihn enorm wichtig. Zum Boxen fand er im Jahre 2000 zurück, wo er beim BGK Hildesheim das Training der Jugendlichen übernahm.

## Internationale Erfolge
| Jahr | Platz | Wettbewerb               | Gewichtsklasse | Ergebnis |
| 1977 | 2.    | EM in Halle (Saale)      | Halbmittel     | nach Punktsiegen über Robert Pfitscher, Österreich (5:0), Charles Malarkey, Schottland (5:0) und Kalevi Marjamaa, Finnland (4:1) und einer KO-Niederlage in der 1. Runde gegen Wiktor Sawtschenko, UdSSR |
| 1978 | 5.    | WM in Belgrad            | Halbmittel     | nach einem Punktsieg über Ole Svendsen, Dänemark (5:1) und einer Abbruch-Niederlage (Verletzung) in der 2. Runde gegen Jerzy Rybicki, Polen                                                              |
| 1978 | 2.    | CISM-Militär-WM in Lagos | Halbmittel     | nach einer Punktniederlage im Finale gegen Ebrahimza Kafshduz, Iran |
| 1979 | 3.    | EM in Köln               | Halbmittel     | nach Punktsiegen über Heinrich Hug, Schweiz (5:0) und Jerzy Rybicki (3:2) und einer kampflosen Niederlage (Verletzung) gegen Wiktor Sawtschenko                                                          |
| 1980 | 1.    | Intercup in Duisburg     | Halbmittel     | nach einem Punktsieg im Finale über Detlef Kästner, DDR |

## Länderkämpfe
| Jahr | Ort          | Begegnung            | Ergebnisse |                                       |
| 1977 | Rottweil     | BRD gegen Frankreich | Halbmittel | Punktsieg über Stephane Ferrara       |
| 1977 | Algier       | Algerien gegen BRD   | Halbmittel | KO-Sieg in der 1. Runde über Ferguena |
| 1978 | Worms        | BRD gegen Schweden   | Halbmittel | Punktniederlage gegen Leo Vainonen    |
| 1979 | Sindelfingen | BRD gegen Nigeria    | Halbmittel | Punktsieg über Daniel Mloko           |
| 1979 | Rapid City   | USA gegen BRD        | Halbmittel | Punktsieg über Alfred Mayes           |
| 1979 | Concord      | USA gegen BRD        | Halbmittel | Punktsieg über Jack Padia             |
| 1980 | Sindelfingen | BRD gegen Bulgarien  | Halbmittel | Punktsieg über Schelyu Stefanow       |
| 1980 | Berlin       | BRD gegen USA        | Halbmittel | Punktsieg über Alfred Mayes           |
| 1980 | Nairobi      | Kenia gegen BRD      | Halbmittel | Punktsieg über Stephan Okumo          |

## Deutsche Meisterschaften
| Jahr | Platz | Gewichtsklasse | Ergebnisse                                        |
| 1976 | 1.    | Halbmittel     | nach einem Punktsieg im Finale über Ralf Schäffer |
| 1977 | 1.    | Halbmittel     |                                                   |

## Erläuterungen
- WM = Weltmeisterschaft, EM = Europameisterschaft
- Halbmittelgewicht, Gewichtsklasse bis 71 kg Körpergewicht